# Sint-Pantaleonkerk (Kerniel)

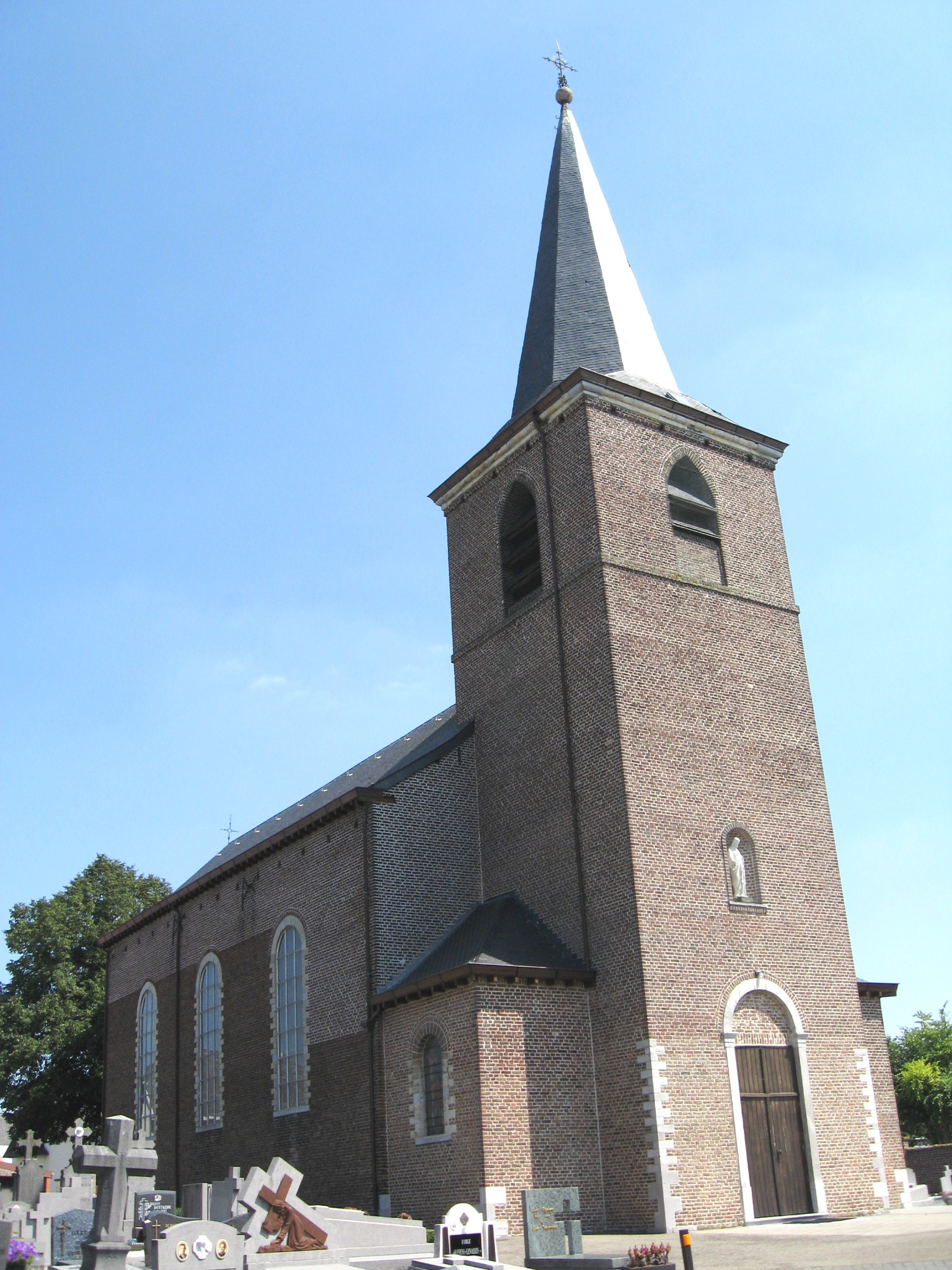
Sint-Pantaleonkerk

De Sint-Pantaleonkerk is de parochiekerk van Kerniel, gelegen aan Zilverstraat 17A. De kerk is toegewijd aan Pantaleon van Nicomedia.
Op deze plaats bevond zich reeds een kerk. Tijdens de Beloken tijd (1796-1801) was deze kerk gesloten. Het kerkmeubilair werd echter niet publiekelijk verkocht. De huidige, neoclassicistische, kerk werd in 1832 gebouwd. Een deel van het interieur werd in 1966 door brand verwoest.
Het betreft een bakstenen bouwwerk, een eenbeukige kerk met westtoren, welke geflankeerd is door twee kapellen. De toren heeft twee geledingen en een achtkante, ingesnoerde naaldspits. Aan de onderkant heeft de toren kalkstenen hoekbanden. Men gebruikte hiervoor stukken van oude kalkstenen grafkruisen. Boven het ingangsportaal bevindt zich, in een nis, een Heilig-Hartbeeld.

## Meubilair
De kerk bezit een houten beeld van Sint-Sebastiaan (16e eeuw), een beeld van Sint-Antonius-Abt (17e eeuw) en een houten gepolychromeerd beeld van Sint-Pantaleon (19e eeuw). Een schilderij, voorstellende de Aanbidding der Herders is uit begin 18e eeuw. Hoofdaltaar en noordelijk zijaltaar zijn uit de 18e eeuw. Zij zijn uitgevoerd in gemarmerd hout. Het doksaal is van 1747 en het orgel werd gebouwd door A. Clerinx (ongeveer 1853). De kruisweg is vervaardigd uit keramiek door A. Kovács. De glas-in-loodramen zijn 19e-eeuws.
In 2014 werd bij toeval een schedelreliek in het Maria-altaar ontdekt. Deze schedel werd naar het Koninklijk Instituut voor het Kunstpatrimonium overgebracht voor een conservatiebehandeling en wetenschappelijke studie. Achteraan de schedel is een identificatielabel (schedula) aanwezig met volgend opschrift: "een van de hoofde van de xi duis[e]n[d] heilighe maeghden", verwijzend naar de cultus van Sint-Ursula en de 11.000 maagden. De schedel dateert van 680-880 na Christus en het textiel van ca. 1450 tot ca. 1650. Mogelijk is deze schedel afkomstig van het reliekschrijn dat in de Sint-Odulphuskerk in Borgloon wordt bewaard.